# أغوستين إدواردز إيستمان
أغوستين إدواردز إيستمان (بالإسبانية: Agustín Edwards Eastman) هو شخصية أعمال وصحفي تشيلي، ولد في 24 نوفمبر 1927 في باريس في فرنسا، وتوفي في 24 أبريل 2017 في جرانيروس في تشيلي بسبب فشل تنفسي.

## وصلات خارجية
- أغوستين إدواردز إيستمان على موقع IMDb (الإنجليزية)